# Espejos Azules (Álbum de Pablo Ruiz)
Espejos Azules es el título del cuarto álbum de estudio grabado por el cantante argentino Pablo Ruiz. Fue lanzado al mercado por la empresa discográfica EMI Capitol en 1990. El álbum fue grabado en los estudios Temple Récords entre enero y febrero de 1990 y fue producido por Rubén Amado, quien escribió algunos de los primeros éxitos de Luis Miguel.Las canciones Espejos azules y Manías fueron los sencillos promocionales del álbum.  
El disco es publicado por al artista cuando tenía 14 años cumplidos, y es presentado los días 6, 7 y 8 de julio en el Teatro Opera.  En estudio y en vivo, muestra un cambio de tesitura en su voz  acorde con los cambios que atraviesa por la pubertad. En diversas publicaciones periodísticas el artista hace referencia a que no le preocupa el cambio de voz.

## Lista de canciones
| Espejos Azules |                              |                             |          |  |
| N.º            | Título                       | Escritor(es)                | Duración |  |
| 1.             | «Manías»                     | Rubén Amado                 | 3:40     |  |
| 2.             | «Nuestro amor»               | Rubén Amado                 | 3:17     |  |
| 3.             | «Fantasmas en tu habitación» | Néstor Bernis - Rubén Amado | 3:15     |  |
| 4.             | «Espejos azules»             | Rubén Amado                 | 2:52     |  |
| 5.             | «No se que pasara»           | Rubén Amado                 | 3:42     |  |
| 6.             | «Pregúntale la luna»         | Rubén Amado                 | 3:43     |  |
| 7.             | «Loco por ti»                | Rubén Amado                 | 3:09     |  |
| 8.             | «Carcajadas»                 | Rubén Amado                 | 3:32     |  |
| 9.             | «Manías (versión Maxi)»      | Rubén Amado                 | 5:42     |  |

## Premios
- Revista Billboard Premio Revelación Pop por balada del año en música latina, 1990.[7]

## Créditos[8]
- Phonographic Copyright ℗ – EMI-Odeon S.A.I.C.
- Copyright © – EMI-Odeon S.A.I.C.
- Distribuida por – Fonovisa México, S.A. De C.V.
- Arreglos por director musical – Rubén Aguilera
- Dirección de arte – Massa/Ochambela
- Productor – Rubén Amado
- Grabado en, mezclado en – Jorge "Mosquito" Garrido
- Asistente de Grabación – Tony Rodríguez